# Конырат (Актюбинская область)
Конырат (каз. Қоңырат) — село в Уилском районе Актюбинской области Казахстана. Входит в состав Саралжинского сельского округа. Код КАТО — 155245400.

## Население
В 1999 году население села составляло 148 человек (74 мужчины и 74 женщины). По данным переписи 2009 года, в селе проживало 87 человек (38 мужчин и 49 женщин).